# Adduktion

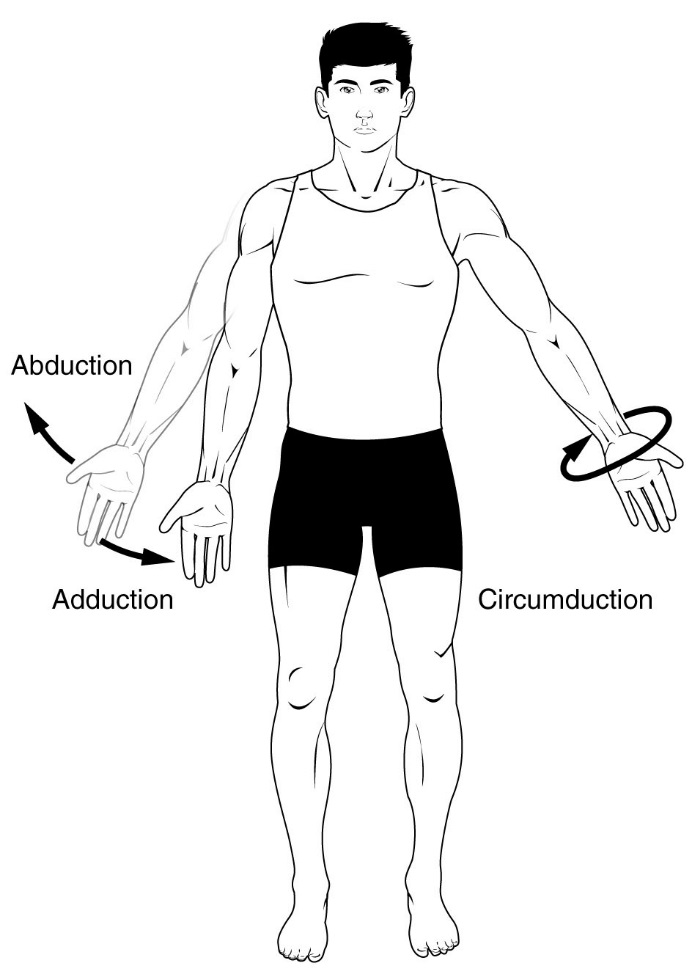
Adduktion, Abduktion und Zirkumduktion beim menschlichen Körper (englische Beschriftung)

Adduktion (lateinisch adductio, von lateinisch adducere ‚heranführen, anziehen‘) ist in der Physiologie das Heranführen eines Körperteils an die Körper- bzw. Gliedmaßenachse. Somit werden als Adduktoren die Muskeln bezeichnet, welche ermöglichen, dass die Längsachse einer Gliedmaße auf die Ebene der Körperlängsachse verlagert wird. Gegenstück ist die Abduktion.
Adduktorenverletzungen sind häufige Sportverletzungen.
Bewegungsbeispiele:
- Ein abgespreiztes Bein wird gerade unter den Körper gezogen.
- Ein abgestellter Arm wird an den Körper herangezogen.
- Abgespreizte Zehen werden wieder zusammengezogen.
- Das Anziehen des abgespreizten Daumens zur Hand

An den 3-achsigen Kugelgelenken wie Hüftgelenk oder Schultergelenk erfolgt die Hauptbewegung um die sagittale = dorsoventrale Hauptachse.
In der Augenheilkunde bezeichnet die Adduktion das Einwärtsdrehen des Augapfels zur Nase hin durch Kontraktur des Musculus rectus medialis. Werden beide Augen gleichzeitig adduziert, wird dies Konvergenz genannt.